# OutRun 2019
OutRun 2019 est un jeu vidéo de course automobile sorti en 1993 sur Mega Drive,,.

## Système de jeu
Le jeu reprend le gameplay du jeu Out Run en le transposant dans un univers futuriste : le joueur dirige une voiture et doit éviter d'autres véhicules. Il propose également, à l'instar de Out Run, des embranchements laissant le joueur décider de la route qu'il souhaite emprunter.

## Équipe de développement
- Design : Wasio, M. Taisi, M. Toma
- Superviseur des animations : K. Maz
- Effets sonores : K. Kato
- Musiques : Sako
- Design des graphismes : M. Nagashima
- Réalisateur : K. Maz
- Producteur exécutif : Machida
- Programmeur : Y. Koba